# Xã Carrollton, Quận Greene, Illinois
Xã Carrollton (tiếng Anh: Carrollton Township) là một xã thuộc quận Greene, tiểu bang Illinois, Hoa Kỳ. Năm 2010, dân số của xã này là 2.966 người.